# Grand catéchisme de Bellarmin
Pour les articles homonymes, voir Catéchisme (homonymie) et Catéchisme de Bellarmin (homonymie).

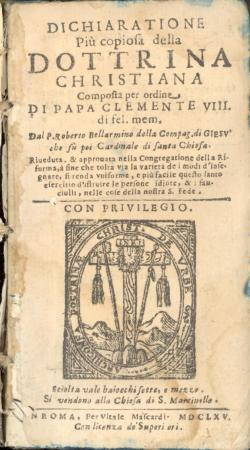
Dichiaratione più copiosa della dottrina christiana, édition de 1665

On appelle Grand catéchisme de Bellarmin (Dichiarazione più copiosa della dottrina christiana ; traduit par : Catéchisme ou ample déclaration de la doctrine chrétienne) un manuel d’instruction religieuse catholique pour les « maîtres » composé à la fin du XVIe siècle par saint Robert Bellarmin à la demande du pape Clément VIII.
Le petit et le grand catéchisme de Bellarmin sont publiés en 1597. Ils connurent un grand succès et furent largement diffusés. Ils furent traduits en 60 langues différentes. "L'exposé de la position catholique par Saint Robert Bellarmin, clair et logique, devint le modèle des exposés doctrinaux de la foi catholique pendant plusieurs siècles".
En 1598, alors qu’il se trouve à Ferrare le pape Clément VIII donne son approbation aux deux ouvrages de doctrine chrétienne écrits par Bellarmin, l’un est le Catéchisme pour enfants (Petit catéchisme) et l’autre, également du genre catéchétique (une approche question et réponse entre élève et maître) est un large manuel pour professeurs.